# Edmonton (Kentucky)
|  | Dieser Artikel wurde aufgrund von inhaltlichen Mängeln auf der Qualitätssicherungsseite des Projektes USA eingetragen. Hilf mit, die Qualität dieses Artikels auf ein akzeptables Niveau zu bringen, und beteilige dich an der Diskussion! Eine nähere Beschreibung der zu behebenden Mängel fehlt. |

Edmonton ist eine Stadt im US-Bundesstaat Kentucky und der County Seat des Metcalfe County. Das U.S. Census Bureau hat bei der Volkszählung 2020 eine Einwohnerzahl von 1671 ermittelt.

## Geschichte
Das Gelände der späteren Stadt wurde als erstes von Edmund P. Rogers, einem Unabhängigkeitskrieg-Veteran aus Virginia, im Jahr 1800 beschrieben und in Besitz genommen. 1836 wurde die Stadt auf von Rogers zur Verfügung gestelltem Areal als Handelsposten gegründet und 1860 zum County Seat erklärt.

## Persönlichkeiten
Die Southern-Rock-Band Black Stone Cherry, sowie die Country-Rock-Formation The Kentucky Headhunters (Grammy 1990 in der Kategorie Best Country Performance by a Duo or Group with Vocal) stammen aus Edmonton. Über John Fred Young (Schlagzeuger von Black Stone Cherry) und seinen Vater Richard Young (Gitarrist der Kentucky Headhunters) bestehen familiäre Beziehungen zwischen beiden Bands.